# Pompás pókhálósgomba
A pompás pókhálósgomba (Cortinarius elegantissimus) a pókhálósgombafélék családjába tartozó, Európában elterjedt, lomberdőkben élő, nem ehető gombafaj. 

## Megjelenése
A pompás pókhálósgomba kalapja 8-10 (12) cm széles, fiatalon félgomb alakú, majd domborúan, idősen laposan kiterül; közepe kissé benyomott lehet. Felülete sima, nedves időben nyálkás. Széle sokáig begöngyölt marad. Színe kezdetben teljesen króm- vagy aranysárga, idősen a közepe fokozatosan narancs- vagy vörösbarnásra vált.
Hús fehéres vagy halványsárgás, a kalapbőr alatt zöldessárga. Szaga fűszeres, szárított kaporra vagy keserűmandulára emlékeztet; íze nem jellegzetes.
Közepesen vagy nagyon sűrű, széles lemezei mélyen kiöblösödően a tönkhöz nőttek. Színük kezdetben citromsárga vagy olívsárga, éretten rozsdabarnás.
Tönkje max 12 cm magas és 1,5-2, cm vastag. Tövénél szélesen (akár 4 cm), peremesen gumós. Színe a kalapéhoz hasonló csak halványabb, citromsárga vagy zöldessárga; idősen a ráhulló spóráktól barnás. Véluma fiatalon dús, sárgás, zöldessárgás színű.
Spórapora rozsdabarna. Spórája mandula vagy citrom formájú, felszíne durván szemcsés, mérete 12,5-16 x 7,5-9 µm.

### Hasonló fajok
Az ánizsszagú pókhálósgombával vagy az elegáns pókhálósgombával lehet összetéveszteni.  

## Elterjedése és termőhelye
Európában honos. Magyarországon nem gyakori. 
Lombos erdőkben, inkább bükkösökben él. Szeptembertől novemberig terem. 

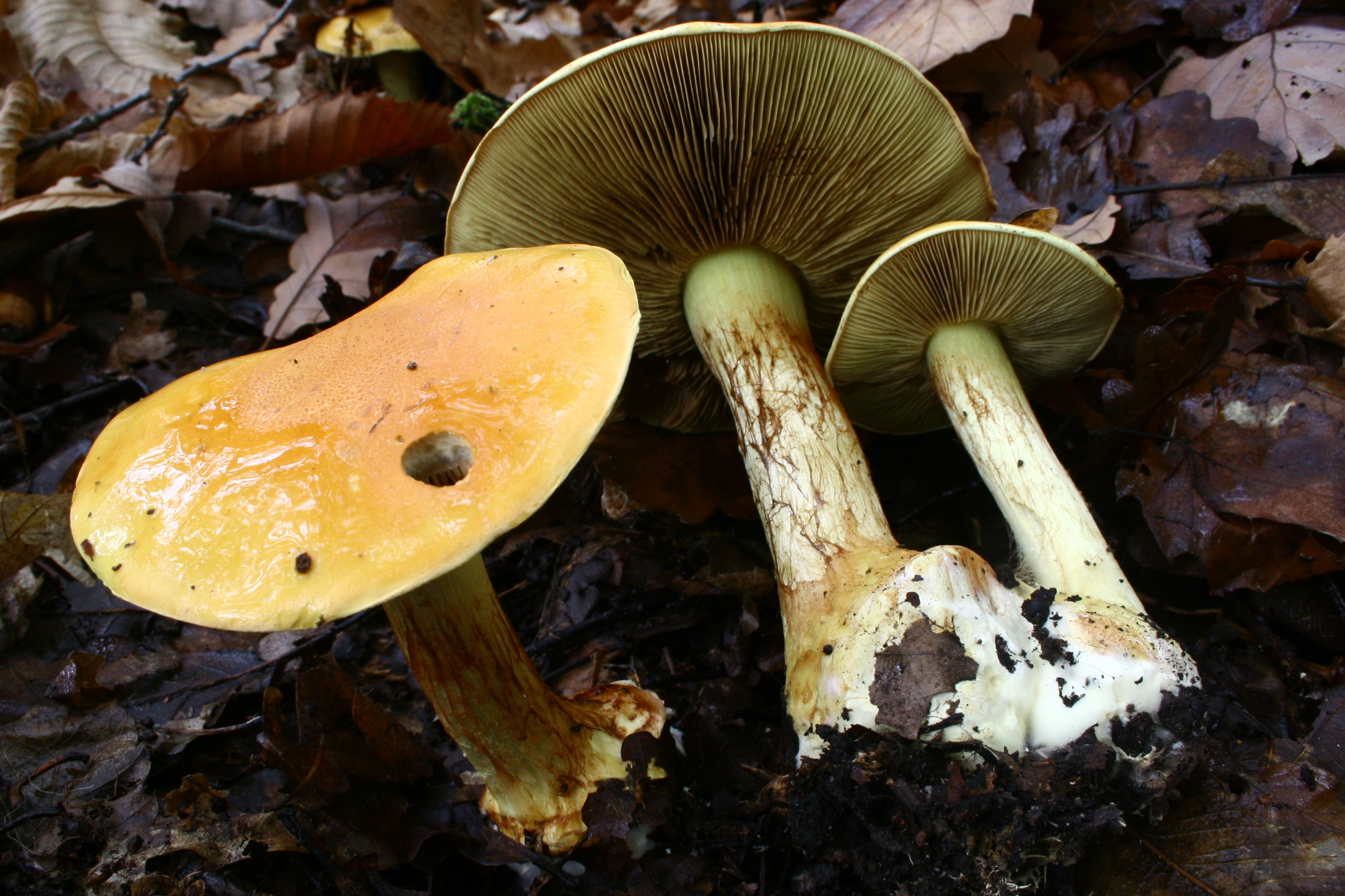
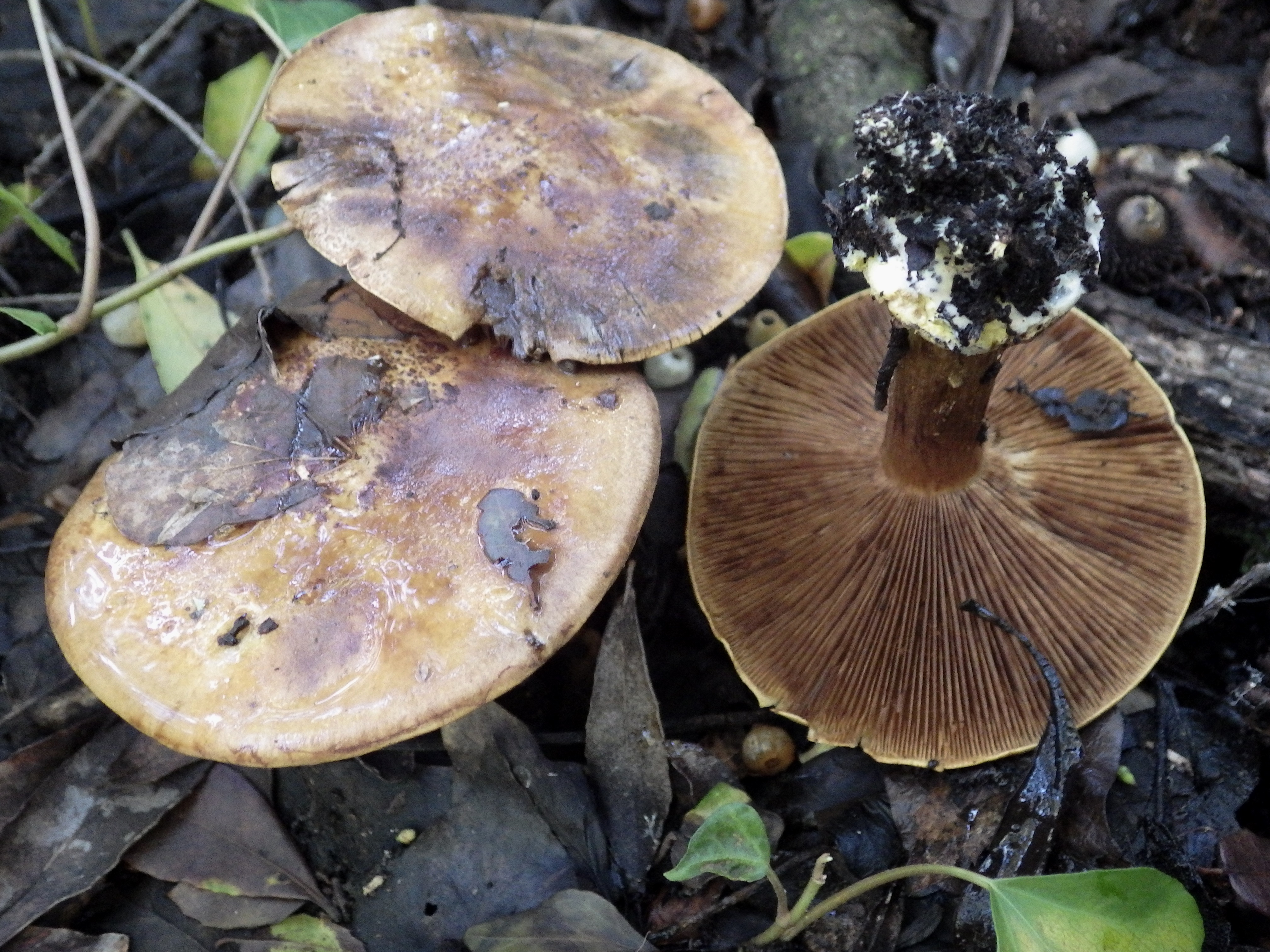
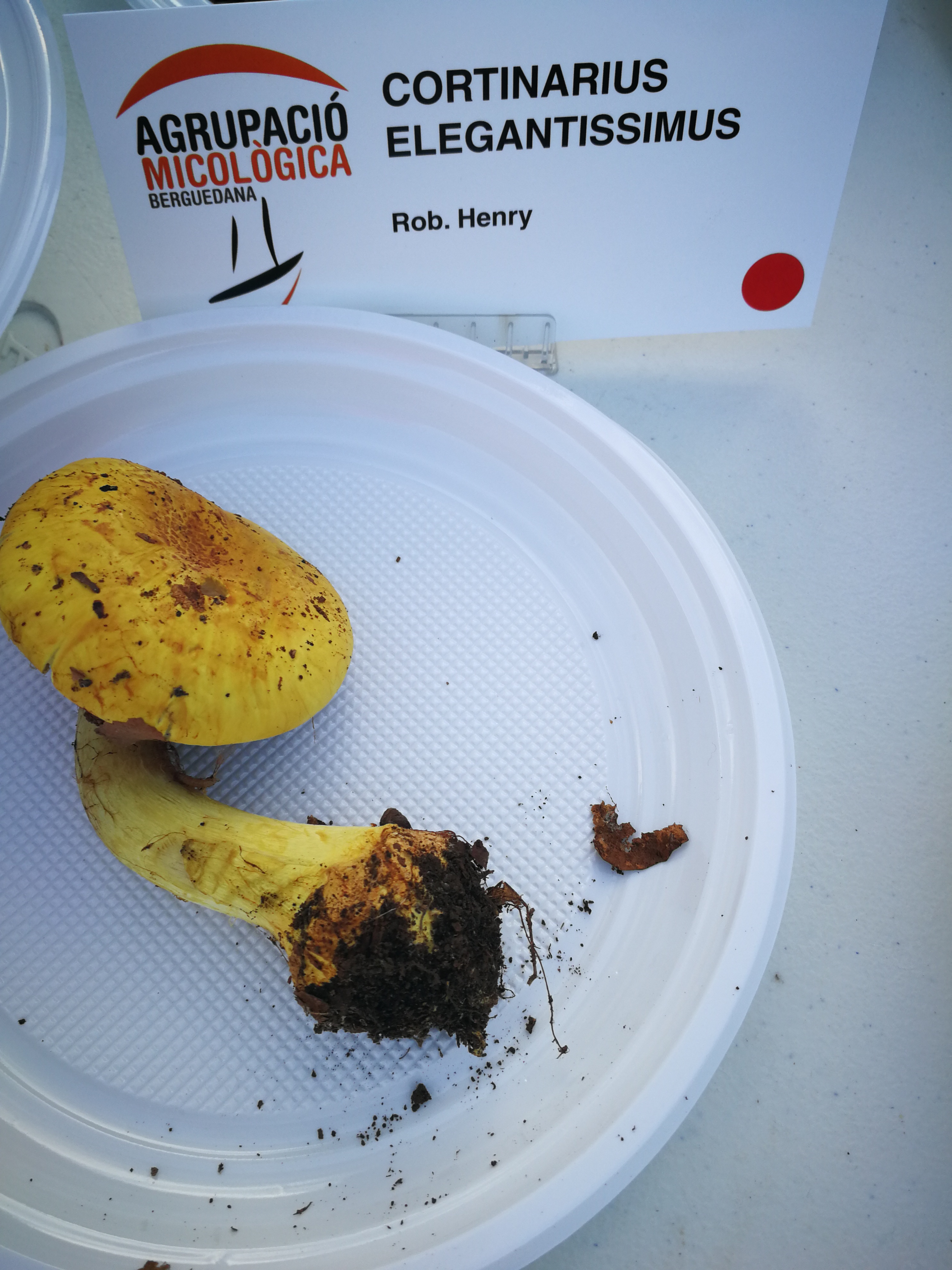

Nem ehető.  